# Le Rendez-vous des quais
Pour plus de détails, voir Fiche technique et Distribution.
Le Rendez-vous des quais est un film français réalisé par Paul Carpita entre 1950-1953 sur la grève des dockers de 1949-1950 à Marseille. Après une première présentation en 1955 frappée d’interdiction, le film fera une sortie apaisée en 1990.

## Synopsis
Au début des années 1950, à Marseille, deux jeunes amoureux, Robert et Marcelle, désireux de se marier, cherchent vainement un logement car ils sont encore hébergés par leurs parents respectifs. Robert est docker tandis que Marcelle est ouvrière en biscuiterie. Robert, en refusant de se rallier au groupement syndicaliste de son frère, va devenir la proie d’un manipulateur. Ce dernier, en lui promettant un logement, va l’entraîner aux limites de la compromission lorsque dockers et ouvriers se mettent en grève pour manifester contre la guerre en Indochine.

## Fiche technique
- Titre : Le Rendez-vous des quais
- Réalisation :	Paul Carpita
- Scénario : Paul Carpita
- Dialogues : André Abrias, (sous le pseudonyme « André Maufray »)
- Musique : Jean Wiéner
- Photographie : Paul Carpita
- Assistant-réalisation : Florent Munoz
- Coopération technique : Marc Maurette
- Son : Paul Boistelle, Marcel Royné
- Montage : Suzanne Sandberg, Suzanne de Troye
- Producteur délégué : Jacques Hubinet
- Société de production : Réalisations Cinématographiques de Marseille
- Tournage : 1950-1953
- Tournage extérieur : Marseille
- Pays de production :  France
- Format : noir et blanc et couleur — 35 mm — Son monophonique
- Genre : Film dramatique
- Durée : 75 minutes
- Dates de sortie : 
  - France : 1955
  - France :  14 février 1990 (Nouvelle sortie)

## Distribution
- André Abrias : Robert Fournier (sous le pseudonyme « André Maufray »)
- Jeanine Moretti : Marcelle
- Roger Manunta : Jean Fournier
- Rose Dominiquetti : Mère Fournier
- Albert Manach : Jo
- Georges Pasquini : Toine
- Florent Muñoz : Nique
- Annie Valde : Simone, la femme de Jean
- Yolande Marchand : Petite Danielle
- Andrée Biancheri : Liliane, l'amie de Marcelle
- Louisette Cavolino : L'amie de Toine
- Albert Carmiliani : Fred

## Autour du film
- « André Maufray » était un pseudonyme pris par André Abrias lors du tournage du film entre 1950 et 1953. Ce film étant interdit dans le contexte de la guerre d'Indochine, il avait préféré prendre ce pseudonyme par crainte de problèmes ultérieurs qu'il aurait pu rencontrer dans sa carrière d'instituteur.
- Après son interdiction en 1955, ce film, que l’on avait cru perdu[1], fera une nouvelle sortie en 1990[2].